# Понорница
Поно́рница (укр. Понорниця) — посёлок в Новгород-Северском районе Черниговской области Украины, административный центр Понорницкой поселковой общины. До 17 июля 2020 года был на территории ныне упразднённого Коропского района.

## Географическое положение
Находится на берегу реки Богачка (притока Убеди), в 30 км от районного центра Короп.

## История
Первое упоминание относится к 1654 году. Во 2-й половине XVII—XVIII веков Понорница — сотенный городок Черниговского полка. Казаки Понорнице во главе с сотником Зинько участвовали в Северной войне 1700—1721 годов. В 1866 году — 368 дворов, 3056 жителей.
В 1898 году Понорница являлась местечком Кролевецкого уезда Черниговской губернии Российской империи, в котором насчитывалось 4165 жителей.
После начала Великой Отечественной войны в 1941 - 1943 гг. селение было оккупировано немецкими войсками.
В январе 1989 года численность населения составляла 3332 человек.
По состоянию на 1 января 2025 года численность населения составляла ↘1901 человек.

## Экономика
В Понорнице производят гончарные изделия. Аграрное отделение Понорницкого сельсовета специализируется на культивации зерновых и технических культур. Главный вид животноводства — мясо-молочное скотоводство. Промышленности: пищевая и строительных материалов.

## Транспорт
Посёлок расположен на дороге Т-2519 и в 7 км от Р-12 (Чернигов-Новгород-Северский).